# Asa Griggs Candler
Asa Griggs Candler (30 tháng 12 năm 1851 - 12 tháng 3 năm 1929) là một doanh nhân trùm tư bản người Mỹ với khối tài sản kiếm được từ việc kinh doanh Coca-Cola. Ông cũng đồng thời là thị trưởng thứ 44 của Atlanta, Georgia từ năm 1916 đến năm 1919. Candler Field, ngày nay là Sân bay quốc tế Hartsfield-Jackson Atlanta, được đặt tên theo ông.  Công viên Candler ở Atlanta cũng được đặt tên theo ông.

## Cuộc đời và sự nghiệp
Candler sinh ra tại Rome, Georgia. Ông bắt đầu sự nghiệp kinh doanh bằng việc là chủ một hiệu thuốc và sản xuất những loại thuốc được cấp bằng sáng chế. Vào năm 1887, ông đã mua công thức Coca-Cola từ người sáng tạo ra nó John Pemberton vài người có cổ phần khác với giá 550 đô la. Thành công của Coca-Cola phần lớn dựa vào chiến lược marketing mạnh mẽ của Candler. Candler đã kiếm được hàng triệu đô la từ sự đầu tư của mình, cho phép ông xây dựng tập đoàn Central Bank and Trust, đầu tư vào bất động sản và trở thành một nhà hảo tâm lớn. Ông đã tặng 1 triệu đô la cùng với nhiều đất đai cho trường Đại học Emory, nơi ông học thần học khi chuyển từ Oxford, Georgia tới Atlanta.

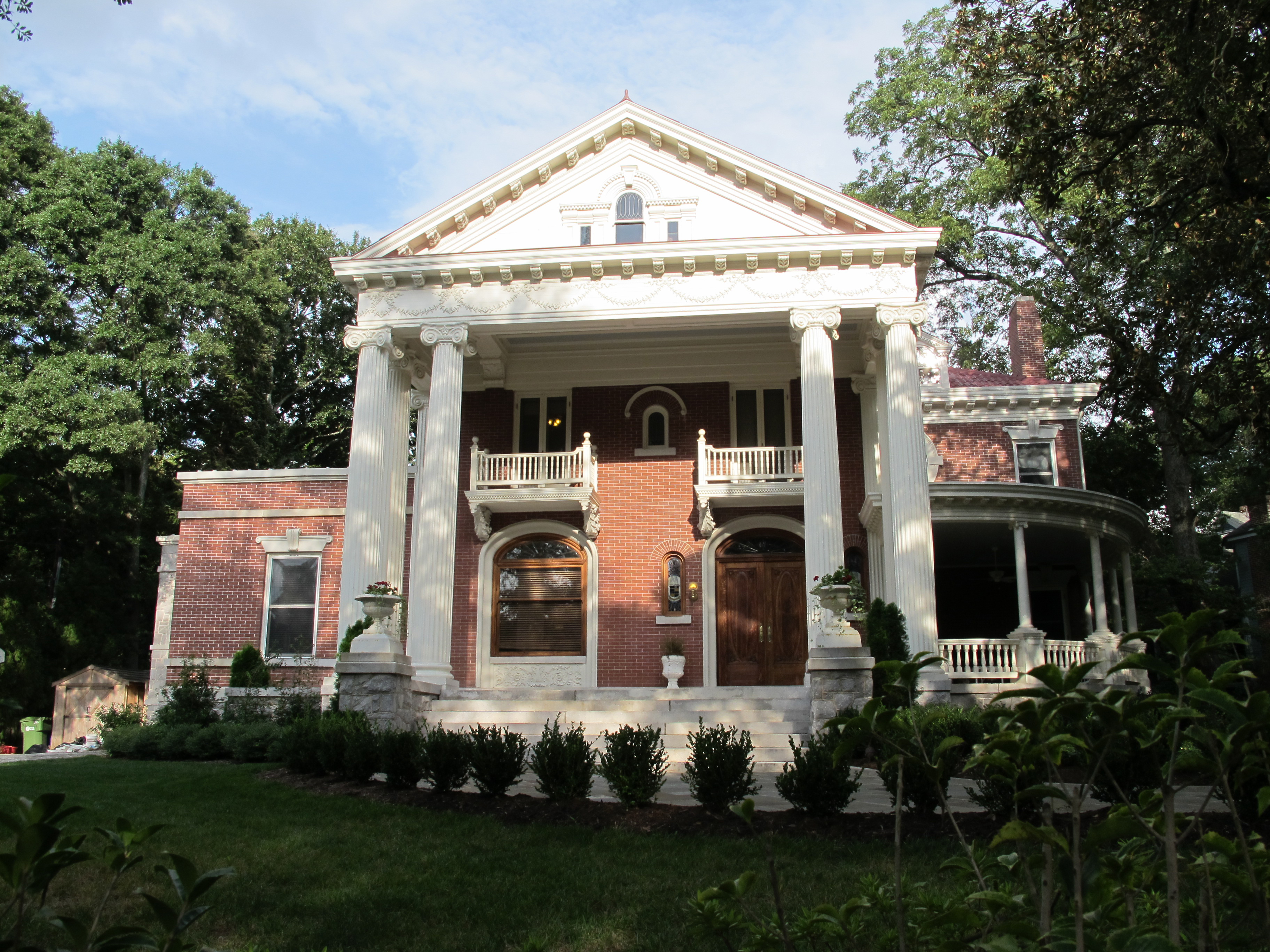
Callan Castle in Inman Park

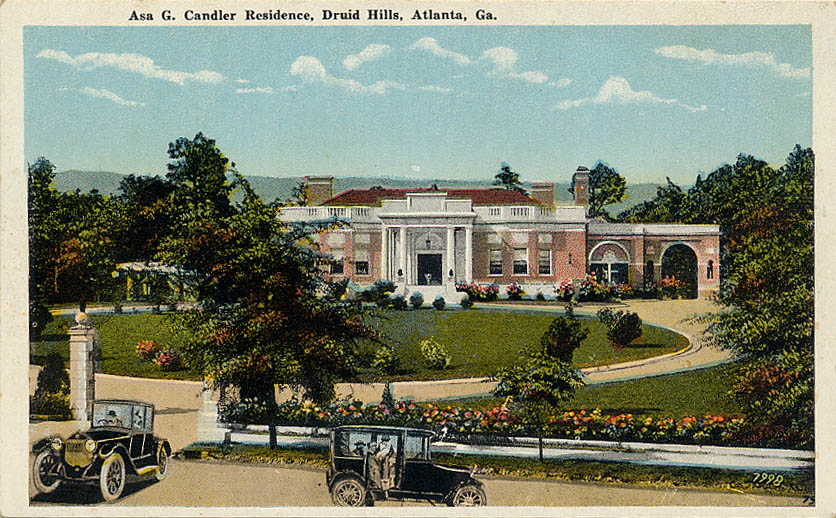
Candler mansion (built 1916) at 1500 Ponce de Leon Avenue in Druid Hills

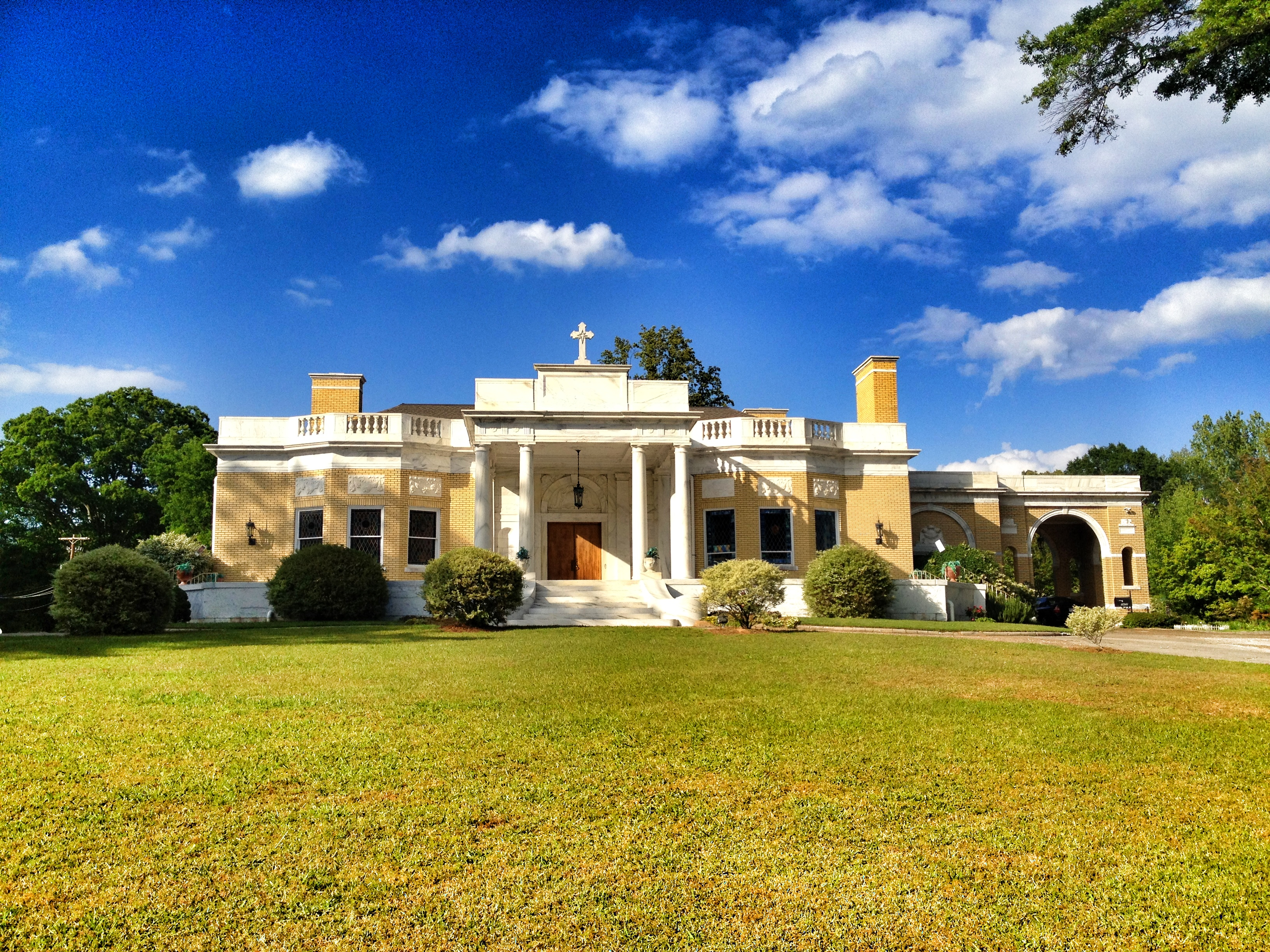
St. John's Chrysostom Melkite Church, 2012